# اتحادیه فوتبال مالت
اتحادیه فوتبال مالت (مالتی: Assoċjazzjoni tal-Futbol ta' Malta) نهاد اداره‌کننده مسابقات فوتبال و فوتسال در کشور لوکزامبورگ است.
این اتحادیه که در ۱۹۰۰ تأسیس شده عضو یوفا و فیفا نیز می‌باشد و مقر آن در شهر موندرکانژ است.
مسابقات لیگ برتر فوتبال مالت و جام حذفی فوتبال مالت زیر نظر این اتحادیه برگزار می‌شود.